# Тверская ТЭЦ-4
Тверская ТЭЦ−4 — ТЭЦ, расположенная в городе Твери, и входящая в состав ООО «Тверская генерация».

## История
Первый турбогенератор и два котла ТЭЦ−4 были смонтированы в 1940 году, однако пуск ТЭЦ не состоялся — помешала Великая Отечественная война. Строительство возобновилось в 1946 году, пуск станции состоялся в декабре 1949 года. При этом в эксплуатацию был введён только один котёл производства компании «Deutsche Babcock and Wilcox Dampfkessel Werke Aktion-Gesellschaft». В 1952 году в эксплуатацию были введены ещё два котла той же фирмы. Основным топливом для ТЭЦ-4 являлся торф. В 1970-х годах станция ежегодно использовала около 1 млн. тонн торфа. В 1981 году станция была переведена на газ, в связи с чем объемы использования торфа значительно сократились, к 2015 году снизившись до 5% от общего объема использования станцией всех видов топлива. В 2015 году станция увеличила использование торфа до 80 тыс. тонн в год, что составило около 13% от объема использования всех видов топлива. В 2015—2018 годах было запланировано увеличить потребления данного вида топлива до 250 тысяч тонн.

## Деятельность
Теплоэлектроцентраль обеспечивает значительную долю отопления и горячего водоснабжения коммунально-бытового сектора Твери. Среди промышленных потребителей тепла — предприятия, образованные на базе комбинатов «Химволокно», «Искож», Тверского экскаваторного завода.
В 2004 году на ТЭЦ−4 проводилась реконструкция. В настоящее время станция оснащена 5 турбинами, 5 паровыми и 3 водогрейными котлами. Топливом для ТЭЦ служат природный газ, мазут, торф.

## Перечень основного оборудования
| Агрегат                              | Тип             | Изготовитель              | Количество | Ввод в эксплуатацию     | Основные характеристики | Основные характеристики | Источники   |
| Агрегат                              | Тип             | Изготовитель              | Количество | Ввод в эксплуатацию     | Параметр                | Значение                | Источники   |
| ------------------------------------ | --------------- | ------------------------- | ---------- | ----------------------- | ----------------------- | ----------------------- | ----------- |
| Оборудование паротурбинных установок |                 |                           |            |                         |                         |                         |             |
| Паровой котёл                        | ТП-170-100Ф     | —                         | 2          | 1957 г. 1959 г.         | Топливо                 | газ, торф               | [ 5 ] [ 6 ] |
| Паровой котёл                        | ТП-170-100Ф     | —                         | 2          | 1957 г. 1959 г.         | Производительность      | 170 т/ч                 | [ 5 ] [ 6 ] |
| Паровой котёл                        | ТП-170-100Ф     | —                         | 2          | 1957 г. 1959 г.         | Параметры пара          | 100 кгс/см2, 510 °С     | [ 5 ] [ 6 ] |
| Паровой котёл                        | БКЗ-220-100Ф    | —                         | 1          | 1967 г.                 | Топливо                 | газ, торф               | [ 5 ] [ 6 ] |
| Паровой котёл                        | БКЗ-220-100Ф    | —                         | 1          | 1967 г.                 | Производительность      | 220 т/ч                 | [ 5 ] [ 6 ] |
| Паровой котёл                        | БКЗ-220-100Ф    | —                         | 1          | 1967 г.                 | Параметры пара          | 100 кгс/см2, 525 °С     | [ 5 ] [ 6 ] |
| Паровой котёл                        | БКЗ-160-100ГМ   | —                         | 2          | 1989 г. 1992 г.         | Топливо                 | газ, мазут              | [ 5 ] [ 6 ] |
| Паровой котёл                        | БКЗ-160-100ГМ   | —                         | 2          | 1989 г. 1992 г.         | Производительность      | 160 т/ч                 | [ 5 ] [ 6 ] |
| Паровой котёл                        | БКЗ-160-100ГМ   | —                         | 2          | 1989 г. 1992 г.         | Параметры пара          | 100 кгс/см2, 540 °С     | [ 5 ] [ 6 ] |
| Паровая турбина                      | 4AЛ/6,3-P16/1.7 | Калужский турбинный завод | 1          | 2005 г.                 | Установленная мощность  | 4 МВт                   | [ 5 ] [ 6 ] |
| Паровая турбина                      | 4AЛ/6,3-P16/1.7 | Калужский турбинный завод | 1          | 2005 г.                 | Тепловая нагрузка       | 0 Гкал/ч                | [ 5 ] [ 6 ] |
| Паровая турбина                      | ПР-24-90/10/0,9 | Уральский турбинный завод | 1          | 1972 г.                 | Установленная мощность  | 24 МВт                  | [ 5 ] [ 6 ] |
| Паровая турбина                      | ПР-24-90/10/0,9 | Уральский турбинный завод | 1          | 1972 г.                 | Тепловая нагрузка       | 80 Гкал/ч               | [ 5 ] [ 6 ] |
| Паровая турбина                      | ПТ 25М-90/10    | Калужский турбинный завод | 1          | 1955 г.                 | Установленная мощность  | 25 МВт                  | [ 5 ] [ 6 ] |
| Паровая турбина                      | ПТ 25М-90/10    | Калужский турбинный завод | 1          | 1955 г.                 | Тепловая нагрузка       | 75 Гкал/ч               | [ 5 ] [ 6 ] |
| Паровая турбина                      | ПТ 25-90/10     | Уральский турбинный завод | 1          | 2000 г.                 | Установленная мощность  | 25 МВт                  | [ 5 ] [ 6 ] |
| Паровая турбина                      | ПТ 25-90/10     | Уральский турбинный завод | 1          | 2000 г.                 | Тепловая нагрузка       | 120 Гкал/ч              | [ 5 ] [ 6 ] |
| Паровая турбина                      | ПР-10-90/15/7   | Калужский турбинный завод | 1          | 1995 г.                 | Установленная мощность  | 10 МВт                  | [ 5 ] [ 6 ] |
| Паровая турбина                      | ПР-10-90/15/7   | Калужский турбинный завод | 1          | 1995 г.                 | Тепловая нагрузка       | 45 Гкал/ч               | [ 5 ] [ 6 ] |
| Водогрейное оборудование             |                 |                           |            |                         |                         |                         |             |
| Водогрейный котел                    | КВГМ-100        | —                         | 3          | 1977 г. 1979 г. 1982 г. | Топливо                 | газ, мазут              | [ 5 ] [ 6 ] |
| Водогрейный котел                    | КВГМ-100        | —                         | 3          | 1977 г. 1979 г. 1982 г. | Тепловая мощность       | 100 Гкал/ч              | [ 5 ] [ 6 ] |

## Интересные факты
На прудах, принадлежащих Тверской ТЭЦ-4 обитают редкие виды птиц. Тверским орнитологам удалось заснять здесь несколько цапель, выпь, больших поганок (чомги), лысух, турухтанов.